# Trichosteleum francii
Trichosteleum francii är en bladmossart som beskrevs av Thériot 1910. Trichosteleum francii ingår i släktet Trichosteleum och familjen Sematophyllaceae. Inga underarter finns listade i Catalogue of Life.